# Reactor
Reactor è un videogioco d'azione per arcade sviluppato e pubblicato dalla Gottlieb nel 1982. Ebbe un'unica conversione per la console Atari 2600, ad opera della Parker Brothers.
Lo scopo del titolo è quello di raffreddare il nucleo di un reattore nucleare senza essere spinti contro le sue pareti da sciami di particelle subatomiche.

## Modalità di gioco
I controlli sono costituiti da una trackball e due pulsanti. Il giocatore controlla una nave che può muoversi liberamente all'interno di un reattore nucleare, visto dall'alto verso il basso. Sciami di particelle subatomiche lo seguono e rimbalzano l'uno contro l'altro, sulla nave del giocatore e sul nucleo del reattore. Qualsiasi oggetto che tocchi il "muro di distruzione" esterno del reattore viene distrutto. Premendo il pulsante "Energy" durante una collisione con una particella, questa rimbalzerà via a una velocità maggiore.
Sebbene toccare il nucleo non sia dannoso, aumenta continuamente di dimensioni, limitando lo spazio disponibile per il movimento. Due serie di barre di moderazione sporgono dal muro di distruzione; se il giocatore colpisce con le particelle tutte le barre di un set, il nucleo si restringe fino alle sue dimensioni minime prima di ricominciare a crescere. Il giocatore inizia la sessione con un numero limitato di esche, che possono essere schierate premendo il pulsante "Decoy" per attirare le particelle verso il muro di distruzione, le barre di controllo o una delle due piccole "camere bonus" agli angoli opposti dello schermo. Si ottiene un'esca extra eliminando entrambi i set di barre.
Il giocatore guadagna punti distruggendo particelle o attirandole/buttandole nelle camere bonus in modo che rimbalzino sui muri. Un numero stabilito di particelle deve essere distrutto per completare ogni livello. Nei livelli successivi, il nucleo viene sostituito da un vortice in lenta espansione che può attrarre la nave del giocatore e distruggerla al contatto. Una o entrambe le camere bonus possono essere brevemente sigillate a volte e anche il muro di uccisione diventa invisibile.
Si perde una vita ogni volta che la nave del giocatore tocca il muro di uccisione o il vortice. La partita termina quando tutte le vite sono perse, con punti bonus assegnati per ogni esca inutilizzata.

## Accoglienza
Tilt diede a Reactor il 93% e disse "Un classico gioco Gottlieb che si basa sulla fisica per il suo gameplay, il che è piuttosto gratificante".
Un recensore del 1983 per la rivista Hi-Res scrisse riguardo alla versione per Atari 2600: "Il difetto principale non è nel gioco in sé, ma nella flessibilità del joystick di controllo. Il controller trackball dell'originale Gottlieb è scomparso, sostituito dal mediocre joystick Atari. La rigidità del joystick rende difficile dirigere la nave con un grande grado di precisione".